# Franz Klarwein
Franz Klarwein (* 8. März 1914 in Garmisch; † 16. Dezember 1991 in Grünwald bei München) war ein deutscher Opernsänger (Lyrischer Tenor).

## Leben
Franz Klarwein gesangliches Talent wurde von Richard Strauss entdeckt, mit dem er zeitlebens befreundet war. Auf Anraten des Komponisten studierte er nach dem Abitur Gesang an den Musikhochschulen von Frankfurt am Main und Berlin. Im Alter von 23 Jahren debütierte der Sänger an der Berliner Volksoper. Dieser Bühne gehörte er bis 1942 an. In der Folge wurde er festes Ensemblemitglied der Bayerischen Staatsoper. Dort sang er am 28. Oktober 1942 in der Uraufführung der Oper Capriccio von Richard Strauss (mit dem er viele Skatabende verbrachte) die relativ kleine, wenn auch nicht ganz einfache Rolle des italienischen Sängers, die vom Publikum frenetisch akklamiert wurde. In den Jahren 1942/1943 trat er bei den Salzburger Festspielen auf, wo er auch das Tenor-Solo in Beethovens 9. Sinfonie sang. Klarwein stand 1944 in der Gottbegnadeten-Liste des Reichsministeriums für Volksaufklärung und Propaganda.
Franz Klarwein synchronisierte 1949 in der deutschen Fassung den amerikanischen voice actor Jack Mercer, der in dem Film Gullivers Reisen (aus dem Jahre 1939) die Rolle von King Little (Prinz Unverzagt) sprach.
An der Bayerischen Staatsoper wirkte der Tenor, der als feste Säule des Ensembles galt, in der deutschen Erstaufführung von Heinrich Sutermeisters Oper „Raskolnikoff“ in der Titelrolle mit. Ferner sang er am 11. August 1957 in der Uraufführung von Paul Hindemiths „Die Harmonie der Welt“. Ferner brillierte der Sänger in fast allen Opern von Richard Strauss und Richard Wagner. Das Ensemble der Bayerischen Staatsoper seinerzeit rühmte sich einer erlauchten Riege von Sängerinnen und Sängern, die das Theater in Europa und in der gesamten Opernwelt berühmt machte – Künstler wie Hertha Töpper, Erika Köth, Sári Barabás, Rosl Schwaiger, Lilian Benningsen, Marianne Schech, Lotte Schädle, Georgine von Milinkovic, Hans Hotter, Kieth Engen, Richard Holm, um nur einige der vielen zu nennen, waren Franz Klarweins Kollegen und Bühnenpartner, mit denen er auch viele Schallplatten besang. 
Im Laufe seiner Karriere sang Franz Klarwein, dessen Stimme sich im Laufe der Jahre immer mehr zum Heldentenor wandelte, auf den großen europäischen Opernbühnen, in Frankfurt/Main, Köln, Berlin, London, Brüssel, Amsterdam etc. Er gastierte aber auch gerne in der bayerischen „Provinz“ (beispielsweise in Deggendorf oder Passau).
Im Jahre 1977 nahm er Abschied von der Opernbühne. Franz Klarwein war seit 1956 mit der Sopranistin Sári Barabás verheiratet. Mit ihr stand er oft gemeinsam auf der Bühne und im Konzertsaal. Unvergessen ist beider Auftritt im November 1961 in der Nibelungenhalle Passau in Carmina Burana. Das Künstlerehepaar machte auch gerne Ausflüge in die Welt der Operette. Seine Tochter aus erster Ehe, Michaela Klarwein, ist Sängerin und hauptsächlich Schauspielerin.
Zahlreiche Tonträger dokumentieren das künstlerische Wirken des Sängers.
Seine Grabstätte befindet sich auf dem Waldfriedhof in Grünwald bei München.

## Diskografie (Auswahl)
Solo-Alben
- Franz Klarwein. Ein Sängerporträt, Label: UraCart

Oper
- Adolphe Adam:

Der Postillon von Lonjumeau (Querschnitt in deutscher Sprache). Mitwirkende: Nicolai Gedda, Ruth-Margret Pütz, Franz Crass, Franz Klarwein, Chor der Bayerischen Staatsoper München, Bayerisches Staatsorchester, Fritz Lehan (Dirigent). (EMI 1965)
- Richard Wagner:

Der fliegende Holländer (Gesamtaufnahme von 1944), Label: Cantus-Lin